# Buján (El Bollo)
Buján (llamada oficialmente Santa María de Buxán) es una parroquia y un lugar español del municipio de El Bollo, en la provincia de Orense, Galicia.

## Toponimia
La parroquia también es conocida por el nombre de Santa María de Buján.

## Organización territorial
La parroquia está formada por una entidad de población:
- Buxán

## Demografía
Gráfica demográfica del lugar y parroquia de Buján según el INE español:
| Gráfica de evolución demográfica de Buján entre 2000 y 2022 |
|                                                             |
| Datos según el nomenclátor publicado por el INE.            |